# Krzyż Matki
Krzyż Honorowy Niemieckiej Matki (niem. Ehrenkreuz der Deutschen Mutter), nazwa skr.: Krzyż Matki (Mutterkreuz) – niemieckie odznaczenie w formie krzyża ustanowione przez Adolfa Hitlera 16 grudnia 1938 w drodze rozporządzenia.
Przyznawany był wielodzietnym matkom w trzech klasach, wykonanych w metalu odpowiednim dla danej klasy:
- Mutterkreuz in Bronze (Brązowy Krzyż Matki) – za 4–5 dzieci
- Mutterkreuz in Silber (Srebrny Krzyż Matki) – za 6–7 dzieci
- Mutterkreuz in Gold (Złoty Krzyż Matki) – za 8 i więcej dzieci

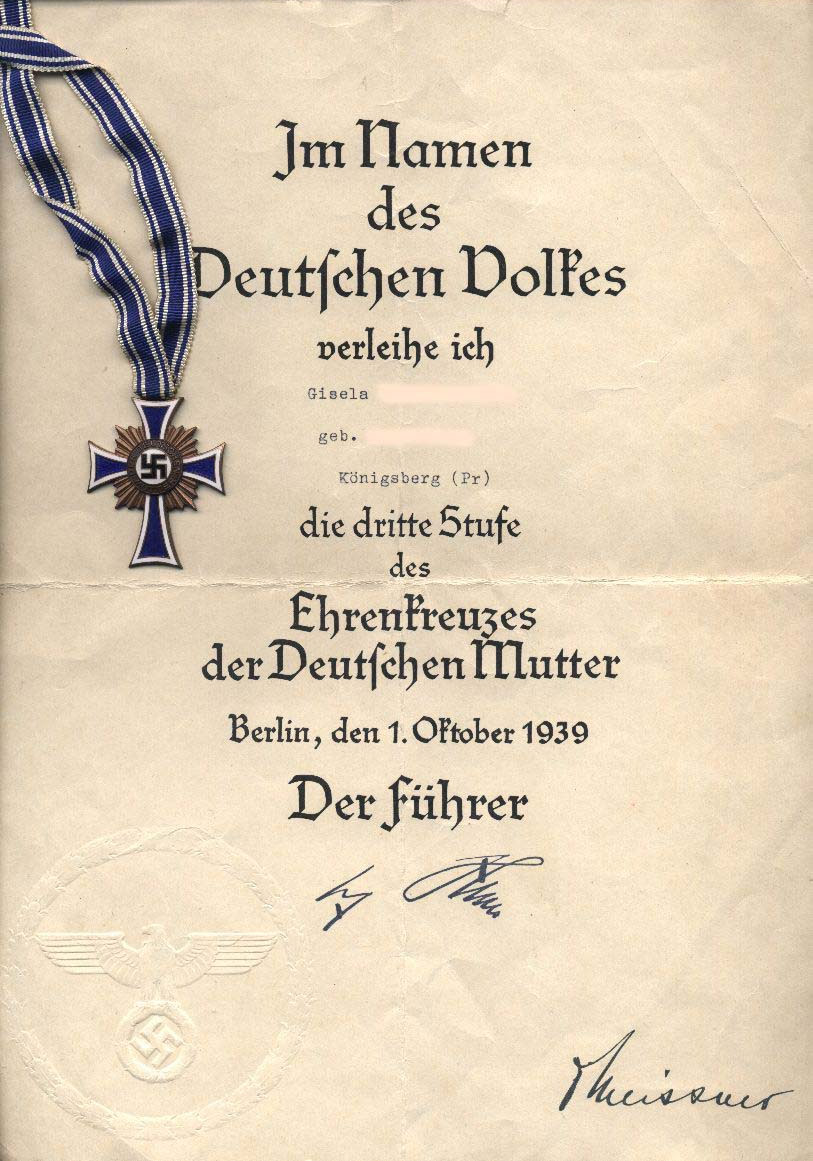
Dyplom nadania

Odznaczenie, wzorowane na krzyżu teutońskim (krzyżackim), miało wymiary 35,37 × 46,84 mm i ważyło 14,6 g.
Nadawano je w ramach tzw. „Wojny urodzeń” (Geburtenkrieg). Otrzymać go mogły tylko określone kobiety (spełniające m.in. kryteria rasowe). Z góry wykluczone były matki „aspołeczne”, jak również „rasowo” lub „umysłowo małowartościowe”.
Każda posiadaczka Krzyża Matki miała prawo do publicznego pozdrowienia (tzw. salutu rzymskiego) od członków Hitlerjugend, preferencyjnego traktowania w urzędach i pierwszeństwa przy zajmowaniu miejsc w transporcie publicznym.
Z drugiej strony, ludność prześmiewczo nazywała to odznaczenie „orderem króliczym”.
Łącznie przyznano ponad 5,5 mln krzyży.